# 生命 (艾維斯·普里斯萊的歌曲)
生命（英文：""）是一首艾維斯·普里斯萊1971年的單曲，由Shirl Milete所作。艾維斯在1971年6月6日錄製此曲。單曲發行後在「告示牌百強排行榜」上停留了七週，最高排名在第53名。它在「Easy Listening chart」達到了第8名及「Country Chart」的第34名。單曲A面的歌曲是Only Believe。它最早被艾維斯的專輯《來自貓王的情書》收錄發行。